# Leopoldo Gotuzzo

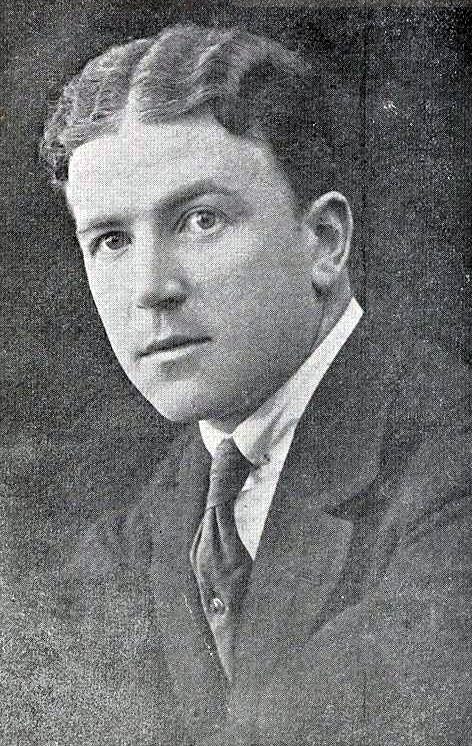
O artista

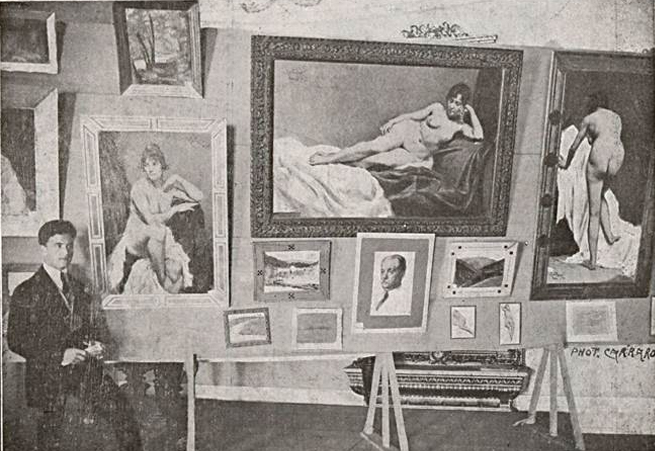
Exposição de Gotuzzo no Clube do Comércio de Porto Alegre em 1919

Leopoldo Gotuzzo (Pelotas, 8 de abril de 1887 — Rio de Janeiro, 11 de abril de 1983) foi um pintor brasileiro.

## Biografia
Estudou artes em Porto Alegre e em Roma, na Itália, para onde foi após 1909. Também estudou em Madri e Paris. Retornou em 1919 para o Brasil. Ganhou inúmeros prêmios por seus trabalhos. Viveu novamente em Paris entre 1927 e 1930. Sua obra apresenta trabalhos de fina qualidade em flores e nus, paisagens e retratos.
Fez seus primeiros estudos com Frederico Trebbi, que o aconselhou a seguir para Roma, onde permaneceu por 5 anos e estudou com o Professor Joseph Nöel. Transferiu-se para Madri aos 27 anos, quando enviou os primeiros trabalhos para o Salão Nacional de Belas Artes do Rio de Janeiro. A partir daí suas premiações sucederam-se constantemente, cada vez com mais elevado grau.
Gotuzzo retornou ao Brasil na década de 1920, em meio à belle époque carioca. Esse foi um período áureo de sua carreira, incluindo, entre 1927 e 1930, viagem a Portugal, pintando e expondo em Lisboa, Porto e Paris. Radicado a maior parte do tempo no Rio de Janeiro trabalhou, pintou e expôs mesmo depois dos 80 anos.	  	
Tecnicamente, notabilizou-se pelo domínio do desenho, pelo tratamento da cor e da luz, pelo equilíbrio da composição. Gotuzzo alinha-se entre os pintores gaúchos que obtiveram maior reconhecimento ao nível da nação. E devido a sua longevidade, é também um dos que deixaram as mais numerosas produções individuais de obras de arte.
Entre os temas que elegeu, destaca-se a figura humana, e o nu feminino em particular; as paisagens apresentando uma pincelada mais solta; as naturezas mortas e as flores. Seus famosos croquís atestam a firmeza e a agilidade de seu desenho.